# إليزابيث موراي كامبل سميث إينمان
إليزابيث موراي كامبل سميث إينمان (بالإنجليزية: Elizabeth Murray Campbell Smith Inman)‏ هي فاعلة خير أمريكية، ولدت في 7 يوليو 1726، وتوفيت في 25 مايو 1785.